# Seganka
Seganka – ciek na terenie Poznania, prawy dopływ Bogdanki.

## Przebieg
Segankę skanalizowano prawie w całości, poza jej zachowanym niewielkim fragmentem przepływającym przez Ogród Botaniczny. Jej dalszy przebieg – już skanalizowany pod Trasą Niestachowską (podobnie jak pozostałe cieki wodne: Bogdanka i Wierzbak) –  wskazuje ulica nosząca jej nazwę: Nad Seganką (w pobliżu istnieje też osiedle o tej samej nazwie). Następnie, biegnąc skanalizowana wzdłuż ulicy Kościelnej, ukazuje się dopiero na zaledwie 50-metrowym odcinku przy al. Wielkopolskiej (opodal skrzyżowania z ul. Nad Wierzbakiem), uchodząc do Bogdanki.

## Przyroda
W dolinie cieku (Ogród Botaniczny) zaobserwowano w 2017 nowe dla Polski stanowisko grzyba twardoskórzaka pucharowatego.